# Aardvark Records
Az Aardvark Records egy brit lemezkiadó, mely Andrew Reeve és Alex di Saviola nevéhez fűződik. A lemezkiadó megjelenései között többnyire indie rock, elektronikus tánczenei, és popzenei kiadványok, valamint felnőtt kortárs kiadványok szerepelnek. A kiadó hamar elismerést szerzett az Egyesült Királyságban, illetve az Internet megjelenésével új lehetőségek jelentek meg, így a kiadó kiadványai podcasting segítségével gyorsan terjedtek a médiában.

## Tánczenei előadók
- Air One (Euro dance, Trance)
- Chris Hale (Chillout, Downtempo Nu Jazz)
- Clubbfire (Hard Trance, Euro Techno)
- Division (Techno, Euro Techno)
- EricM (Prog House & Trance)
- Firedance (Hard House, Euro Techno)
- Front (band) (Uplifting Trance)
- Hardformers (Techno, Hardstyle)
- Jason Sean (Trance)
- Jeff Alford (PsyTrance
- Krash Kourse (Hard PsyTrance)
- Ninja Kodou (Break Beat & Psytrance)
- Phil Hiett (Trance)
- QED (együttes) (Euro Dance, House)
- Rados (Electronica, World Dance)
- Staedler & Waldorf (Drum n Breaks)
- Torso (Ambient, Chillout, Nu Jazz)
- Yahel (Trance, PsyTrance)
- Yuto (Trance / Cyber Trance)
- Zetan Spore (PsyTrance)

## Rock és pop előadók
- The Truths (band) (Rock / Alt-rock / Genius / The Future)
- Callel ( Prog Rock)
- Adrenalizer ( Prog Rock)
- Darrell Delk ( MOR Rock)
- Everett Young (AAC Pop)
- Jaff (Indie Rock)
- Kel Pritchard (World / Ambient)
- Kym Franklin & The Cleft Way (Soul)Liquid Factor (Pop / Dance)
- Little Spitfire (Indie / Alternative)
- Riveraire (AAC Pop)
- Satya Graha (Pop Rock & Americana)
- Steve O' Connor (Acoustic Pop)
- The Code (Rock)

## Világzene és meditációs előadók
- Galaxy (meditation)

## Linkek
- A kiadó honlapja
- A kiadó kiadványai